# Tupacsala niunamenos
Tupacsala niunamenos (лат.) — вид вымерших стрекозообразных насекомых из семейства Eugeropteridae, типовой и единственный в роде †Tupacsala. Обнаружен в 2016 году в верхнесерпуховских отложениях (325—324 млн лет назад) формации Guandacol провинции Ла-Риоха (Аргентина).

## Этимология
Род назван в честь двух «борцов с колониализмом» (Тупака Амару II и Милагро Амалия Ангела Сала), видовое название дано в честь феминистского движения в странах Латинской Америки Ni una menos.

## Описание и систематика
Голотипом является MACN-In 2678C — отпечаток фрагмента заднего крыла насекомого размером 19,9 × 12,9 мм. Жилкование фрагмента достаточно отличается от других насекомых, чтобы учёные описали новые вид и род. Его вместе с родом Eugeropteron Riek, 1984 выделили в отдельный отряд Eugeroptera, включив последний в надотряд Odonatoptera.